# جامعة دار الكلمة
جامعة دار الكلمة، تقع في مدينة بيت لحم تم إنشائها عام 2006، وهي جامعة فلسطينية متخصصة بالفنون والثقافة والتصميم ملتزمة بتخريج أجيال من القادة الشباب المبدعين  عبر برامج أكاديمية ذات جودة متميزة  مع إتاحة فرص للتعلم المستمر وتعزيز ثقافة الريادة والبحث العلمي والتفاعل المجتمعي.

## الأهداف العامة لجامعة دار الكلمة
تهدف جامعة دار الكلمة إلى:
1. اعتماد مؤسسة تعليم عالي جديدة في فلسطين تمنح شهادة الماجستير والبكالوريوس.
2. تأسيس صرح تعليمي في منطقة بيت لحم يعنى بتطور الطالب الفكري فيما يخص ملكة تفكيره الإبداعي وقدراته النقدية من خلال التعليم المبتكر المصمم بحسب مقاييس القرن الواحد والعشرون.
3. تلبية الحاجات الاقتصادية والثقافية والاجتماعية والتعليمية للمجتمع الفلسطيني والمساهمة بإثراء الحياة الفكرية والثقافية في فلسطين عبر تزويد الشباب بالتدريب والمهارات الأكاديمية والمهنية
4. توفير فرص تعليمية بديلة عن ما هو متوفر في الجامعات والكليات والمعاهد الأكاديمية في فلسطين وذلك من خلال تقديم منهاج كامل ومتكامل يعتمد على المهارات الإبداعية للطلاب.
5. إتاحة فرص عمل جديدة للطلبة الفلسطينيين، طبقًا لحاجات فلسطين، وتشجيع الإنتاجية البشرية والمهارات الإبداعية لتمكين الطلبة المؤهلين من المشاركة في تشكيل مستقبلهم من خلال عملهم.
6. إتاحة الفرصة للشابات والشباب الفلسطينيين، من جميع قطاعات المجتمع الفلسطيني، بالدراسة مع بعضهم البعض ومع غيرهم من غير الفلسطينيين بهدف التطور وزيادة الوعي والتسامح والاحترام لثقافات وفكر ومعتقدات الآخرين.
7. إنشاء مؤسسة تشجع الاتصال النشيط وئؤسس شبكة دولية بين الفنانون والمخرجون والمسههمين في صناعة الثقاقة الإنسانية لما في ذلك من اثراء للعمل الأكاديمي والثقافي.
8. توفير تعليم بمستوى عالي وعالمي لتخريج شابات وشباب فلسطينيون ذوي مؤهلات وقدرات.

## أعضاء مجلس الأمناء
السيد زاهي خوري - الرئيس
السيد جلال عودة- نائب الرئيس
VACANT- أمين الصندوق
الدكتورة فارسين أغابيكيان - أمينة سر
الدكتورة غادة عصفور نجار - عضو
الدكتور برنارد سابيلا - عضو
الدكتور خليل نجم - عضو
الدكتوة خلود دعيبس - عضو
القس. أ. د. متري الراهب - عضو

## تاريخ الجامعة
2006: تم اعتماد كلية دار الكلمة ككلية مجتمعية  
2010: تم تدشين الحرم الجامعي الجديد
2013: تم اعتماد كليه دار الكلمة المجتمعيه لتصبح كليه دار الكلمة الجامعية للفنون والثقافة
2021: تم اعتماد كليه دار الكلمة الجامعية للفنون والثقافة لتصبح جامعة دار الكلمة 

## برامج الكلية والتخصصات
برامج الماجستير: إدارة المؤسسات الثقافة، الفنون (مسار الموسيقى - مسار الفنون المعاصرة - مسار الفيلم الوثائقي).
برامج البكالوريوس: إدارة الفنون، التصميم، السياحة الثقافية والمستدامة، التصميم الداخلي، التصميم الجرافيكي، الفنون الأدائية، الإنتاج الفيلمي، الفنون المعاصرة، الإدارة الرياضية.
برامج الدبلوم المتوسط: إنتاج الأفلام ايلوثائقة، الفنون التشكيلية المعاصرة، الأدلاء السياحيين الفلسطينيين، الدراما الأداء المسرحي، الأداء الموسيقي، فن الصياغة، فن وإدارة الطعام والشراب، التصوير الفوتوغرافي، التربية الفنية، فن الخزف والزجاج، الفنون الأدائية المجتمعية.

## قائمة مراجع
1. ↑  GRID Release 2019-02-17 (ط. 2019-02-17)، 17 فبراير 2019، DOI:10.6084/M9.FIGSHARE.7738979، QID:Q61868141
2. ↑  الإخبارية، سما. "فلسطيني يفوز بالمركز الثالث في مهرجان كان السينمائي". سما الإخبارية. مؤرشف من الأصل في 2022-07-17. اطلع عليه بتاريخ 2022-07-17.
3. ↑  April 16, +972 Magazine; Edit, 2019 | (16 Apr 2019). "Women filmmakers shine at Palestine's first student film fest". +972 Magazine (بالإنجليزية الأمريكية). Archived from the original on 2022-03-30. Retrieved 2022-07-17. {{استشهاد ويب}}: الوسيط |الأول2= يحوي أسماء رقمية (help)صيانة الاستشهاد: أسماء عددية: قائمة المؤلفين (link)
4. ↑  "جامعة دار الكلمة تحصل على الاعتماد كأحدث الجامعات الفلسطينية". www.raya.ps. مؤرشف من الأصل في 2023-07-27. اطلع عليه بتاريخ 2022-07-17.
5. ↑  "كلية دار الكلمة الجامعية حاضنة فنية لخلق مساحات للإبداع". دنيا الوطن. مؤرشف من الأصل في 2014-10-21. اطلع عليه بتاريخ 2022-07-17.
6. ↑  ""دار الكلمة" تحتفل بمناسبة تحويلها إلى جامعة". وكالة وفا. 24/10/2021. مؤرشف من الأصل في 24 أكتوبر 2021. اطلع عليه بتاريخ 17-07-2022. {{استشهاد ويب}}: تحقق من التاريخ في: |تاريخ= (مساعدة)